# Mistrovství České republiky v orientačním běhu na klasické trati
Mistrovství České republiky v orientačním běhu na klasické trati je pořádáno každoročně od roku 1993 a navazuje na předcházející Mistrovství Československa. Jedná se o nejstarší disciplínu, která je považována za nejryzejší formu orientačního běhu. Od roku 2001 jde o dvoudenní závod, přičemž první den je kvalifikace do finále, které se běží den druhý. Kvalifikace je z důvodu velkého počtu startujících (v dospělých má právo startu prvních 200 závodníků aktuálního Rankingu) a také z důvodu stejného modelu (kvalifikace a finále) na mistrovství světa.
Kromě hlavní ženské a mužské byly mistrovskými kategoriemi junioři/rky, starší a mladší dorostenci/ky. Součástí závodu byla také Veteraniáda ČR a veřejný závod.

## Přehled závodů MČR na klasické trati
| Mistrovství České republiky na klasické trati | Mistrovství České republiky na klasické trati | Mistrovství České republiky na klasické trati | Mistrovství České republiky na klasické trati | Mistrovství České republiky na klasické trati | Mistrovství České republiky na klasické trati | Mistrovství České republiky na klasické trati | Mistrovství České republiky na klasické trati | Mistrovství České republiky na klasické trati    | Mistrovství České republiky na klasické trati | Mistrovství České republiky na klasické trati |
| Ročník                                        | Datum závodu                                  | Pořadatel                                     | Místo konání                                  | Název mapy                                    | Ředitel                                       | Hlavní rozhodčí                               | Stavitelé tratí                               | Web závodu                                       | DB ORIS                                       | Poznámka                                      |
| --------------------------------------------- | --------------------------------------------- | --------------------------------------------- | --------------------------------------------- | --------------------------------------------- | --------------------------------------------- | --------------------------------------------- | --------------------------------------------- | ------------------------------------------------ | --------------------------------------------- | --------------------------------------------- |
| MČR 1993                                      | 25. 9. 1993                                   | Sportcentrum Jičín                            | Malé Svatoňovice • aréna                      | Čížkovy kameny                                |                                               |                                               | Jan Prášil                                    |                                                  |                                               | + Lokomotiva Trutnov                          |
| MČR 1994                                      | 17. 9. 1994                                   | VSK VŠB TU Ostrava                            | Vidnava • aréna                               | Venušiny misky                                | Martin Hájek                                  | Milan Binčík                                  | Marek Janků, Pavel Košárek                    |                                                  |                                               |                                               |
| MČR 1995                                      | 4. 8. 1995                                    | KOS Slavia Plzeň                              | Mezholezy • aréna                             | Sedmihoří                                     | Ondřej Hašek                                  |                                               | Jiří Laciga                                   |                                                  |                                               |                                               |
| MČR 1996                                      | 21. 9. 1996                                   | OK Jiskra Nový Bor                            | Sloup v Čechách • aréna                       | Modlivý důl                                   |                                               |                                               | Miroslav Beránek                              |                                                  |                                               |                                               |
| MČR 1997                                      | 21. 9. 1997                                   | USK Praha                                     | Vyšší Brod - Martínkov • aréna                | Martínkov                                     |                                               |                                               | Martin Škvor                                  |                                                  |                                               |                                               |
| MČR 1998                                      | 5. 9. 1998                                    | OK Jilemnice                                  | Železný Brod • aréna                          | Železný Brod                                  |                                               |                                               | Petr Junek                                    |                                                  |                                               | + SOK Turnov                                  |
| MČR 1999                                      | 18. 9. 1999                                   | OOB TJ Slavoj Ústí nad Labem                  | Ostrov u Tisé • aréna                         | Volská říše                                   |                                               |                                               | Jiří Martan                                   |                                                  |                                               |                                               |
| MČR 2000                                      | 30. 9. 2000                                   | SKOB Zlín                                     | Rusava • aréna                                | Ráztoka                                       | Petr Pernička                                 |                                               | Jiří Stacke                                   |                                                  |                                               |                                               |
| MČR 2001                                      | 22.–23. 9. 2001                               | OK 99 Hradec Králové                          | Chvaleč • aréna                               | Závora jih                                    |                                               |                                               |                                               |                                                  |                                               |                                               |
| MČR 2002                                      | 21.–22. 9. 2002                               | SK Severka Šumperk                            | Ostružná • aréna                              | Ostružná                                      |                                               |                                               | Jiří Král                                     |                                                  |                                               |                                               |
| MČR 2003                                      | 20.–21. 9. 2003                               | Oddíl OB Kotlářka                             | Kroučová • aréna                              | Babí hora                                     |                                               |                                               |                                               |                                                  |                                               |                                               |
| MČR 2004                                      | 25.–26. 9. 2004                               | Klub vytrvalostních sportů Šumperk            | Rejvíz • aréna                                | Ruský hřbitov                                 |                                               |                                               |                                               |                                                  |                                               |                                               |
| MČR 2005                                      | 17.–18. 9. 2005                               | OK Lokomotiva Pardubice                       | Janov • aréna                                 | Janov                                         | Karel Haas                                    | Petr Klimpl                                   | Karel Haas                                    |                                                  |                                               |                                               |
| MČR 2006                                      | 23.–24. 9. 2006                               | OK Jiskra Nový Bor                            | Střezivojice • aréna                          | Supí Hora II                                  |                                               |                                               |                                               |                                                  |                                               |                                               |
| MČR 2007                                      | 22.–23. 9. 2007                               | TJ Sokol Vizovice                             | Vizovice • aréna                              | Spletený vrch - východ                        | Jiří Kalenda                                  | David Aleš                                    | Karel Kršák, Pavel Starosta                   |                                                  |                                               |                                               |
| MČR 2008                                      | 20.–21. 9. 2008                               | Magnus Orienteering                           | Kouty - Hotel Luna • aréna                    | Melechov                                      | David Aleš                                    | Petr Hynek                                    | Zdeněk Rajnošek, David Aleš                   |                                                  |                                               |                                               |
| MČR 2009                                      | 19.–20. 9. 2009                               | SK Žabovřesky Brno                            | Blansko - Palava • aréna                      | Palava                                        | Jan Urban                                     | Libor Zřídkaveselý                            | Libor Zřídkaveselý                            | www                                              |                                               |                                               |
| MČR 2010                                      | 18.–19. 9. 2010                               | OK Jihlava                                    | Kostelec u Jihlavy • aréna                    | Malý Špičák 688 m.n.n.                        | Eva Dokulilová                                | Milan Venhoda                                 | Martin Kratochvíl                             | www Archivováno 11. 1. 2018 na Wayback Machine.  |                                               |                                               |
| MČR 2011                                      | 17.–18. 9. 2011                               | VŠTJ Ekonom Praha                             | Bečov nad Teplou • aréna                      | Bečovský les                                  | Jana Zurynková                                | Petr Turczer                                  | Radim Ondráček, Jiří Šedivý                   | www                                              |                                               |                                               |
| MČR 2012                                      | 28.–29. 9. 2012                               | OK 99 Hradec Králové                          | Olešnice - Mlýnice • aréna                    | Kost                                          | Milan Novotný                                 | Petr Vítek                                    | Tomáš Zakouřil, Václav Zakouřil               | www Archivováno 14. 12. 2017 na Wayback Machine. |                                               | + SOK Turnov                                  |
| MČR 2013                                      | 21.–22. 9. 2013                               | Magnus Orienteering                           | Rejvíz • aréna                                | Chlapecké kameny                              | David Aleš                                    | Jaroslav Strachota                            | Tomáš Navrátil, Štěpán Hrobař                 | www Archivováno 23. 5. 2018 na Wayback Machine.  | 2189                                          |                                               |
| MČR 2014                                      | 27.–28. 9. 2014                               | OK Jiskra Nový Bor                            | Holičky • aréna                               | Horka                                         | Miroslav Beránek                              | Tomáš Vácha                                   | Petr Karvánek                                 | www Archivováno 6. 1. 2018 na Wayback Machine.   | 2292                                          |                                               |
| MČR 2015                                      | 26.–27. 9. 2015                               | Klub vytrvalostních sportů Šumperk            | Klepáčov • aréna                              | Skřítek                                       | Pavel Paloncý                                 | Petr Turczer                                  | Zdeněk Janů, Jaromír Šrámek                   | www                                              | 2719                                          |                                               |
| MČR 2016                                      | 1.–2. 10. 2016                                | OK Lokomotiva Pardubice                       | Pustá Rybná • aréna                           | Perničky                                      | Dušan Stránský                                | Adam Zitka                                    | Petr Fencl, Jan Kaplan                        | www                                              | 3032                                          |                                               |
| MČR 2017                                      | 23.–24. 9. 2017                               | OK Chrastava                                  | Raspenava – U Dvora • aréna                   | Skalní brána                                  | Vojtěch Vokál                                 | Dominika Pachnerová                           | Kateřina Kašková, Jaroslav Polák              | www                                              | 3499                                          |                                               |
| MČR 2018                                      | 15.–16. 9. 2018                               | Oddíl OS SK Prostějov                         | Kladky • aréna                                | Štěbelík                                      | Dušan Vystavěl                                | Miroslav Hlava                                | Jakub Zimmermann, Jiří Otrusina               | www                                              | 3983                                          | + KOB Konice                                  |
| MČR 2019                                      | 21.–22. 9. 2019                               | OOB TJ Tatran Jablonec n. N.                  | Hraničná • aréna                              |                                               |                                               |                                               | Dušan Novotný, Jan Picek                      |                                                  |                                               |                                               |
| MČR 2020                                      | 19. 9. 2020                                   | SK Brno Žabovřesky                            | Karasín                                       | Zubštejn                                      | Jan Drábek                                    | Jan Fiala                                     | Jan Zháňal                                    | www                                              | 4914                                          |                                               |
| MČR 2021                                      | 19. 9. 2021                                   | OK Kamenice                                   | Pohoří                                        | Na Požárech                                   | Adam Jedlička                                 | František Pašek                               | Luboš Semík                                   | www                                              | 5898                                          |                                               |
| MČR 2022                                      | 17.-18. 9. 2022                               | OK Jiskra Nový Bor                            | Svitava                                       | Spálenisko                                    | Pavel Dikoš                                   | Tomáš Vácha                                   | Jaroslav Krejčí, Matouš Karvánek              | www                                              | 6013                                          |                                               |
| MČR 2023                                      | 10.-11. 6. 2023                               | SK Brno Žabovřesky                            | Neslovice                                     | Bučín 444 m                                   | Pavel Ptáček                                  | Jan Fiala                                     | Pavel Ptáček                                  | www                                              | 7082                                          | + BETA URSUS Rosice                           |
| MČR 2024                                      | 19.–21. 10. 2024                              | Magnus Orienteering                           | Tatenice • aréna                              | Cukrová bouda                                 | Martin Štoudek                                | Tomáš Navrátil                                | Vítězslav Khýn                                | www                                              | 8781                                          |                                               |

## Přehled medailistů MČR na klasické trati
| Medailisté Mistrovství České republiky na klasické trati | Medailisté Mistrovství České republiky na klasické trati | Medailisté Mistrovství České republiky na klasické trati | Medailisté Mistrovství České republiky na klasické trati | Medailisté Mistrovství České republiky na klasické trati | Medailisté Mistrovství České republiky na klasické trati | Medailisté Mistrovství České republiky na klasické trati | Medailisté Mistrovství České republiky na klasické trati |
|                                                          |                                                          | Muži                                                     | Muži                                                     | Muži                                                     | Ženy                                                     | Ženy                                                     | Ženy                                                     |
| Ročník                                                   | Pořadatel, místo                                         | Zlato                                                    | Stříbro                                                  | Bronz                                                    | Zlato                                                    | Stříbro                                                  | Bronz                                                    |
| -------------------------------------------------------- | -------------------------------------------------------- | -------------------------------------------------------- | -------------------------------------------------------- | -------------------------------------------------------- | -------------------------------------------------------- | -------------------------------------------------------- | -------------------------------------------------------- |
| MČR 1993                                                 | Sportcentrum Jičín, Malé Svatoňovice                     | Tomáš Prokeš                                             | Zdeněk Zuzánek                                           | Petr Vavrys                                              | Jana Cieslarová                                          | Marcela Kubatková                                        | Petra Novotná                                            |
| MČR 1994                                                 | VŠB TU Ostrava, Vidnava                                  | Rudolf Ropek                                             | Martin Sadílek                                           | Petr Vavrys                                              | Kristýna Šimunková                                       | Mária Honzová                                            | Hana Doleželová                                          |
| MČR 1995                                                 | Slavia VŠ Plzeň, Mezholezy                               | Rudolf Ropek                                             | Tomáš Prokeš                                             | Martin Sadílek                                           | Jana Cieslarová                                          | Marcela Kubatková                                        | Kateřina Tichá                                           |
| MČR 1996                                                 | Jiskra Nový Bor, Sloup v Čechách                         | Rudolf Ropek                                             | Tomáš Prokeš                                             | Václav Zakouřil                                          | Iveta Liberdová                                          | Šárka Valášková                                          | Iva Knapová                                              |
| MČR 1997                                                 | USK Praha, Vyšší Brod                                    | Rudolf Ropek                                             | Tomáš Prokeš                                             | Michal Jedlička                                          | Eva Juřeníková                                           | Jana Cieslarová                                          | Kateřina Mikšová                                         |
| MČR 1998                                                 | OK Jilemnice, Železný Brod                               | Tomáš Zakouřil                                           | Libor Zřídkaveselý                                       | Rudolf Ropek                                             | Olga Lepšíková                                           | Marcela Klapalová                                        | Jana Cieslarová                                          |
| MČR 1999                                                 | Slavoj Ústí nad Labem, Ostrov u Tisé                     | Michal Jedlička                                          | Michal Horáček                                           | Vít Pospíšil                                             | Jana Cieslarová                                          | Šárka Valášková                                          | Olga Lepšíková                                           |
| MČR 2000                                                 | SK OB Zlín, Rusava                                       | Rudolf Ropek                                             | Michal Jedlička                                          | Petr Losman                                              | Zdenka Stará                                             | Bohdana Térová                                           | Olga Lepšíková                                           |
| MČR 2001                                                 | OK 99 Hradec Králové, Chvaleč                            | Michal Jedlička                                          | Michal Horáček                                           | Libor Zřídkaveselý                                       | Eva Šichnárková                                          | Iva Navrátilová                                          | Eva Juřeníková                                           |
| MČR 2002                                                 | Severka Šumperk, Ostružná                                | Rudolf Ropek                                             | Jaromír Švihovský                                        | Michal Smola                                             | Dana Brožková                                            | Bohdana Térová                                           | Vendula Klechová                                         |
| MČR 2003                                                 | Kotlářka Praha, Kroučová                                 | Marian Dávidík                                           | Petr Losman                                              | Michal Smola                                             | zrušeno                                                  |                                                          |                                                          |
| MČR 2004                                                 | KVS Šumperk, Rejvíz                                      | Michal Jedlička                                          | Jaromír Švihovský                                        | Tomáš Dlabaja                                            | Dana Brožková                                            | Marta Štěrbová                                           | Zuzana Macúchová                                         |
| MČR 2005                                                 | Lokomotiva Pardubice, Janov                              | Jaromír Švihovský                                        | Luboš Matějů                                             | Jan Mrázek                                               | Vendula Klechová                                         | Zdenka Stará                                             | Martina Dočkalová                                        |
| MČR 2006                                                 | Jiskra Nový Bor, Střezivojice                            | Michal Smola                                             | Michal Jedlička                                          | Osvald Kozák                                             | Dana Brožková                                            | Radka Brožková                                           | Martina Dočkalová                                        |
| MČR 2007                                                 | Sokol Vizovice, Vizovice                                 | Osvald Kozák                                             | Michal Smola                                             | Petr Losman                                              | Radka Brožková                                           | Dana Brožková                                            | Zdenka Stará                                             |
| MČR 2008                                                 | Magnus Orienteering, Kouty                               | Michal Smola                                             | Jan Šedivý                                               | Petr Losman                                              | Dana Brožková                                            | Iveta Duchová                                            | Jana Panchártková                                        |
| MČR 2009                                                 | Žabovřesky Brno, Blansko                                 | Osvald Kozák                                             | Petr Losman                                              | Michal Smola                                             | Dana Brožková                                            | Martina Dočkalová                                        | Kamila Gregorová                                         |
| MČR 2010                                                 | OK Jihlava, Kostelec u Jihlavy                           | Jan Šedivý                                               | Tomáš Dlabaja                                            | Osvald Kozák                                             | Martina Dočkalová                                        | Dana Brožková                                            | Martina Spurná                                           |
| MČR 2011                                                 | Ekonom Praha, Bečov nad Teplou                           | Štěpán Kodeda                                            | Tomáš Dlabaja                                            | Jan Šedivý                                               | Dana Brožková                                            | Martina Zvěřinová                                        | Iveta Duchová                                            |
| MČR 2012                                                 | OK99 Hradec Králové a SOK TJ Turnov, Olešnice            | Jan Procházka                                            | Jan Šedivý                                               | Tomáš Dlabaja                                            | Kamila Gregorová                                         | Iveta Duchová                                            | Jana Macinská                                            |
| MČR 2013                                                 | Magnus Orienteering, Rejvíz                              | Jan Šedivý                                               | Vojtěch Král                                             | Tomáš Dlabaja                                            | Dana Šafka Brožková                                      | Michaela Omová                                           | Kamila Gregorová                                         |
| MČR 2014                                                 | Jiskra Nový Bor, Osečná                                  | Jan Šedivý                                               | Adam Chloupek                                            | Miloš Nykodým                                            | Eva Kabáthová                                            | Michaela Omová                                           | Vendula Horčičková                                       |
| MČR 2015                                                 | KVS Šumperk, Klepáčov                                    | Baptiste Rollier                                         | Jan Procházka                                            | Pavel Kubát                                              | Denisa Kosová                                            | Jana Knapová                                             | Dana Šafka Brožková                                      |
| MČR 2016                                                 | Lokomotiva Pardubice, Pustá Rybná                        | Miloš Nykodým                                            | Jan Petržela                                             | Pavel Kubát                                              | Jana Knapová                                             | Denisa Kosová                                            | Magdaléna Tužilová                                       |
| MČR 2017                                                 | OK Chrastava, Raspenava                                  | Miloš Nykodým                                            | Vojtěch Král                                             | Jan Šedivý                                               | Vendula Horčičková                                       | Jana Knapová                                             | Adéla Indráková                                          |
| MČR 2018                                                 | OS SK Prostějov, Kladky                                  | Miloš Nykodým                                            | Marek Minář                                              | Tomáš Kubelka                                            | Denisa Kosová                                            | Adéla Indráková                                          | Vendula Horčičková                                       |
| MČR 2019                                                 | TJ Tatran Jablonec, Bedřichov                            | Vojtěch Král                                             | Pavel Kubát                                              | Miloš Nykodým                                            | Denisa Kosová                                            | Adéla Indráková                                          | Vendula Horčičková                                       |
| MČR 2020                                                 | SK Brno Žabovřesky, Karasín                              | Miloš Nykodým                                            | Vojtěch Král                                             | Pavel Kubát                                              | Denisa Kosová                                            | Jana Knapová                                             | Lenka Mechlová                                           |
| MČR 2021                                                 | OK Kamenice, Požáry                                      | Vojtěch Král                                             | Tomáš Křivda                                             | Miloš Nykodým                                            | Denisa Kosová                                            | Adéla Indráková                                          | Barbora Vyhnálková                                       |
| MČR 2022                                                 | Jiskra Nový Bor, Svijany                                 | Tomáš Křivda                                             | Miloš Nykodým                                            | Jonáš Hubáček                                            | Denisa Kosová                                            | Vendula Horčičková                                       | Adéla Indráková                                          |
| MČR 2023                                                 | ZBM+BBM, Neslovice                                       | Tomáš Křivda                                             | Miloš Nykodým                                            | Jonáš Hubáček                                            | Adéla Bogarová                                           | Denisa Kosová                                            | Tereza Janošíková                                        |
| MČR 2024                                                 | ASU, Tatenice                                            | Jan Strýček                                              | Daniel Bolehovský                                        | Miloš Nykodým                                            | Lucie Semíková                                           | Adéla Vandasová                                          | Denisa Kosová                                            |

## Medailové pořadí závodníků na MČR na klasické trati
Pořadí závodníků podle získaných medailí (tzv. olympijského hodnocení) v hlavní mužské a ženské kategorii (H21 a D21) na Mistrovství ČR na klasické trati v letech 1993 až 2024.
| Medailové pořadí závodníků na MČR    | Medailové pořadí závodníků na MČR | Medailové pořadí závodníků na MČR | Medailové pořadí závodníků na MČR | Medailové pořadí závodníků na MČR |
| Jméno                                | 1. místo                          | 2. místo                          | 3. místo                          | Celkem                            |
| ------------------------------------ | --------------------------------- | --------------------------------- | --------------------------------- | --------------------------------- |
| Dana Šafka Brožková-Brožková         | 7                                 | 2                                 | 1                                 | 10                                |
| Denisa Králová-Kosová                | 6                                 | 2                                 | 1                                 | 9                                 |
| Rudolf Ropek                         | 6                                 |                                   | 1                                 | 7                                 |
| Miloš Nykodým                        | 4                                 | 2                                 | 4                                 | 10                                |
| Jan Šedivý                           | 3                                 | 2                                 | 2                                 | 7                                 |
| Michal Jedlička                      | 3                                 | 2                                 | 1                                 | 6                                 |
| Jana Bruková-Cieslarová              | 3                                 | 1                                 | 1                                 | 5                                 |
| Vojtěch Král                         | 2                                 | 3                                 |                                   | 5                                 |
| Michal Smola                         | 2                                 | 1                                 | 3                                 | 6                                 |
| Tomáš Křivda                         | 2                                 | 1                                 |                                   | 3                                 |
| Osvald Kozák                         | 2                                 |                                   | 2                                 | 4                                 |
| Jana Stehlíková-Knapová              | 1                                 | 3                                 |                                   | 4                                 |
| Tomáš Prokeš                         | 1                                 | 3                                 |                                   | 4                                 |
| Martina Zvěřinová-Dočkalová          | 1                                 | 2                                 | 2                                 | 5                                 |
| Jaromír Švihovský                    | 1                                 | 2                                 |                                   | 3                                 |
| Vendula Rusá-Horčičková              | 1                                 | 1                                 | 3                                 | 5                                 |
| Zdenka Kozáková-Stará                | 1                                 | 1                                 | 1                                 | 3                                 |
| Jan Procházka                        | 1                                 | 1                                 |                                   | 2                                 |
| Radka Bečičková-Brožková             | 1                                 | 1                                 |                                   | 2                                 |
| Kamila Gregorová-Jirků               | 1                                 |                                   | 2                                 | 3                                 |
| Olga Koutná-Lepšíková-Jirsová        | 1                                 |                                   | 2                                 | 3                                 |
| Eva Juřeníková                       | 1                                 |                                   | 1                                 | 2                                 |
| Vendula Haldin-Klechová              | 1                                 |                                   | 1                                 | 2                                 |
| Jan Strýček                          | 1                                 |                                   |                                   | 1                                 |
| Marián Dávidík                       | 1                                 |                                   |                                   | 1                                 |
| Eva Pekárková-Šichnárková            | 1                                 |                                   |                                   | 1                                 |
| Kristýna Skyvová-Bořánková-Šimůnková | 1                                 |                                   |                                   | 1                                 |
| Iveta Navrátilová-Liberdová          | 1                                 |                                   |                                   | 1                                 |
| Eva Valentová-Kabáthová              | 1                                 |                                   |                                   | 1                                 |
| Lucie Semíková                       | 1                                 |                                   |                                   | 1                                 |
| Štěpán Kodeda                        | 1                                 |                                   |                                   | 1                                 |
| Tomáš Zakouřil                       | 1                                 |                                   |                                   | 1                                 |
| Baptiste Rollier                     | 1                                 |                                   |                                   | 1                                 |
| Adéla Bogarová-Jakobová              | 1                                 |                                   |                                   | 1                                 |
| Adéla Finstrlová-Indráková           |                                   | 3                                 | 2                                 | 5                                 |
| Tomáš Dlabaja                        |                                   | 2                                 | 3                                 | 5                                 |
| Petr Losman                          |                                   | 2                                 | 3                                 | 5                                 |
| Iveta Šístková-Duchová               |                                   | 2                                 | 1                                 | 3                                 |
| Bohdana Heczková-Térová              |                                   | 2                                 |                                   | 2                                 |
| Michaela Omová-Gomzyk Omová-Omová    |                                   | 2                                 |                                   | 2                                 |
| Šárka Valášková-Burýšková            |                                   | 2                                 |                                   | 2                                 |
| Michal Horáček                       |                                   | 2                                 |                                   | 2                                 |
| Marcela Kilarská-Kubatková           |                                   | 2                                 |                                   | 2                                 |
| Pavel Kubát                          |                                   | 1                                 | 3                                 | 4                                 |
| Martin Sadílek                       |                                   | 1                                 | 1                                 | 2                                 |
| Libor Zřídkaveselý                   |                                   | 1                                 | 1                                 | 2                                 |
| Daniel Bolehovský                    |                                   | 1                                 |                                   | 1                                 |
| Luboš Matějů                         |                                   | 1                                 |                                   | 1                                 |
| Jan Petržela                         |                                   | 1                                 |                                   | 1                                 |
| Marta Lučanová-Štěrbová              |                                   | 1                                 |                                   | 1                                 |
| Iva Fagré-Navrátilová                |                                   | 1                                 |                                   | 1                                 |
| Mária Kovaříková-Honzová             |                                   | 1                                 |                                   | 1                                 |
| Marek Minář                          |                                   | 1                                 |                                   | 1                                 |
| Adéla Vandasová                      |                                   | 1                                 |                                   | 1                                 |
| Marcela Kopecká-Klapalová            |                                   | 1                                 |                                   | 1                                 |
| Zdeněk Zuzánek                       |                                   | 1                                 |                                   | 1                                 |
| Adam Chloupek                        |                                   | 1                                 |                                   | 1                                 |
| Petr Vavrys                          |                                   |                                   | 2                                 | 2                                 |
| Jonáš Hubáček                        |                                   |                                   | 2                                 | 2                                 |
| Václav Zakouřil                      |                                   |                                   | 1                                 | 1                                 |
| Tomáš Kubelka                        |                                   |                                   | 1                                 | 1                                 |
| Tereza Rauturier-Janošíková          |                                   |                                   | 1                                 | 1                                 |
| Vít Pospíšil                         |                                   |                                   | 1                                 | 1                                 |
| Barbora Vyhnálková                   |                                   |                                   | 1                                 | 1                                 |
| Petra Novotná-Wagnerová              |                                   |                                   | 1                                 | 1                                 |
| Hana Doleželová                      |                                   |                                   | 1                                 | 1                                 |
| Jan Mrázek                           |                                   |                                   | 1                                 | 1                                 |
| Magdaléna Klusáčková-Tužilová        |                                   |                                   | 1                                 | 1                                 |
| Lenka Voštová-Mechlová               |                                   |                                   | 1                                 | 1                                 |
| Martina Matějů-Spurná                |                                   |                                   | 1                                 | 1                                 |
| Jana Macinská                        |                                   |                                   | 1                                 | 1                                 |
| Jana Šímová-Panchártková             |                                   |                                   | 1                                 | 1                                 |
| Zuzana Macúchová                     |                                   |                                   | 1                                 | 1                                 |
| Kateřina Mullis-Mikšová              |                                   |                                   | 1                                 | 1                                 |
| Kateřina Tichá                       |                                   |                                   | 1                                 | 1                                 |
| Iva Knapová-Kalibánová-Kusynová      |                                   |                                   | 1                                 | 1                                 |